# Meaux Abbey
Meaux Abbey (Melsa) ist eine ehemalige Zisterzienserabtei in Beverley in flachem und feuchtem Gelände rund zwölf Kilometer nördlich von Kingston upon Hull in East Riding of Yorkshire in England. Das Kloster lag rund 200 m westlich der Straße von Wawne nach Routh.

## Geschichte
Das Kloster wurde 1151 von William le Gros, dem Grafen von Aumale, als Tochterkloster von Fountains Abbey gestiftet und gehörte damit der Filiation von Clairvaux an. Der Abtei gehörte das Land of Wyke, das König Eduard I. für den Bau der Stadt Hull ankaufte. Das Kloster, das eine bewegte Geschichte durchmachte, wurde 1539 aufgelöst und Lancelot Alford überlassen. Das Gelände diente schon 1542 als Steinbruch für die königliche Festung Hull. Heute steht es im Eigentum des Chamberlain Trust. Während der Pestwelle im 14. Jahrhundert wurden zwischen 1338 und 1349 ca. 80 % der ansässigen Mönche von der Krankheit dahingerafft.

## Bauten und Anlage
Erhalten ist außer Erdwällen lediglich ein „cottage“, das möglicherweise Teil einer Mühle war. Der Grundriss ist durch Luftphotographie bekannt geworden.